# Andruckrolle

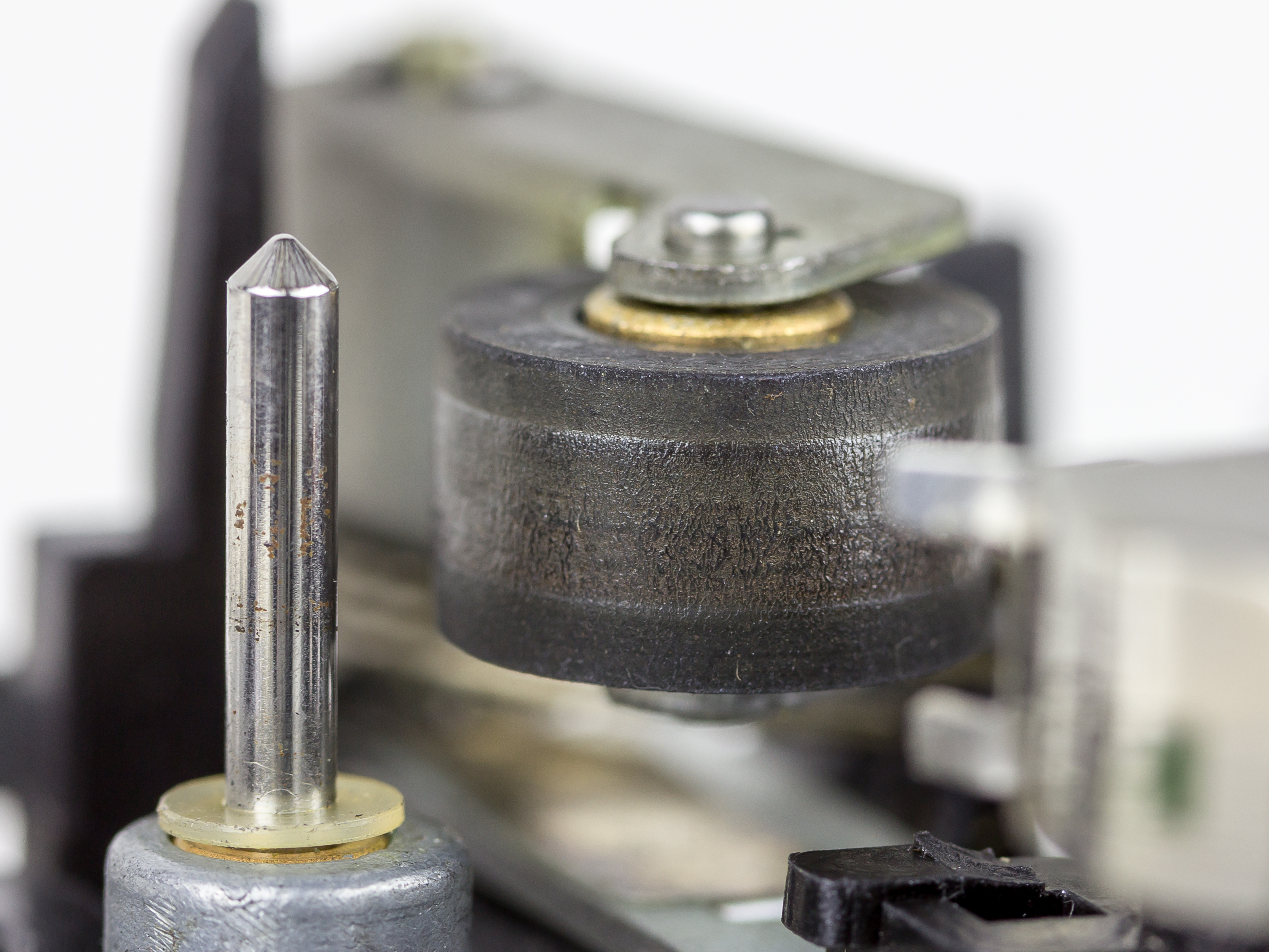
Capstan und Andruckrolle

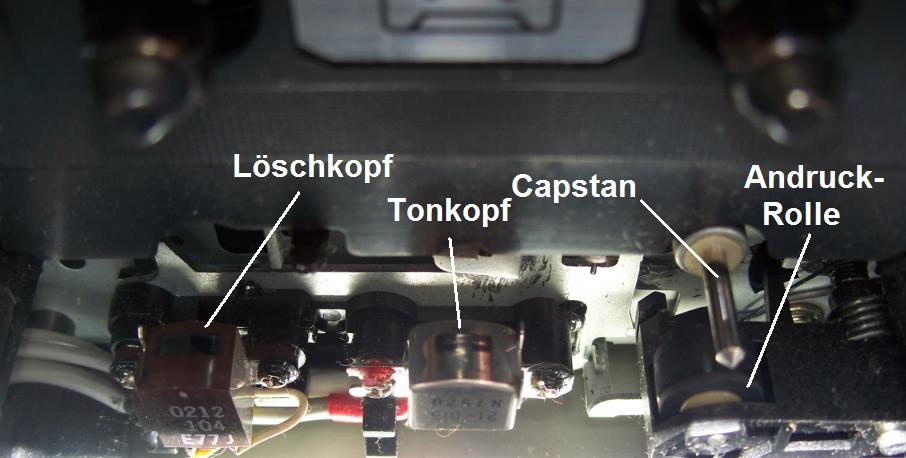
Cassettenfach mit Capstan, Andruckrolle, Ton- und Löschkopf

Die Andruckrolle (engl. pinch roller) dient dem Bandtransport bei Tonbandgeräten, Videolaufwerken und Tonkassettenlaufwerken.
Die Andruckrolle selbst ist nicht angetrieben, sondern drückt das Magnetband gegen die Tonwelle, eine von einem Motor angetriebene Stahlwelle mit Schwungmasse für den Gleichlauf. Diese nennt man auch Capstan. 
Die Andruckrolle muss regelmäßig gereinigt werden und ist einem gewissen Abrieb unterworfen. Die Haltbarkeit richtet sich nach der Dicke der aufgebrachten Gummischicht. Da der Antrieb über die Tonwelle erfolgt, hat der Abrieb keinen Einfluss auf die Bandgeschwindigkeit. Zur Reinigung eignet sich ein mit 2-Propanol angefeuchtes Wattestäbchen.